# Papun (dystrykt)
Papun (birm.: ဖာပွန်ခရိုင်, ang. Pharpon/Hpapun District) – dystrykt w Mjanmie, w stanie Karen.
Dystrykt leży w środkowej części stanu. Od wschodu graniczy z Tajlandią. 
Według spisu z 2014 roku zamieszkuje tu 35 085 osób, w tym 17 983 mężczyzn i 17 102 kobiety, a ludność miejska stanowi 49,4% populacji.
Dystrykt dzieli się na township: Papun i subtownship Kamarmaung.